# Aloe micracantha
Aloe micracantha är en grästrädsväxtart som beskrevs av Adrian Hardy Haworth. Aloe micracantha ingår i släktet Aloe och familjen grästrädsväxter. Inga underarter finns listade i Catalogue of Life.